# Lac Detroit
Pour les articles homonymes, voir Detroit.
Ne doit pas être confondu avec Detroit Lakes.
Le lac Detroit (Detroit Lake) est un lac de barrage créé par le barrage Detroit dans l'Oregon, aux États-Unis.

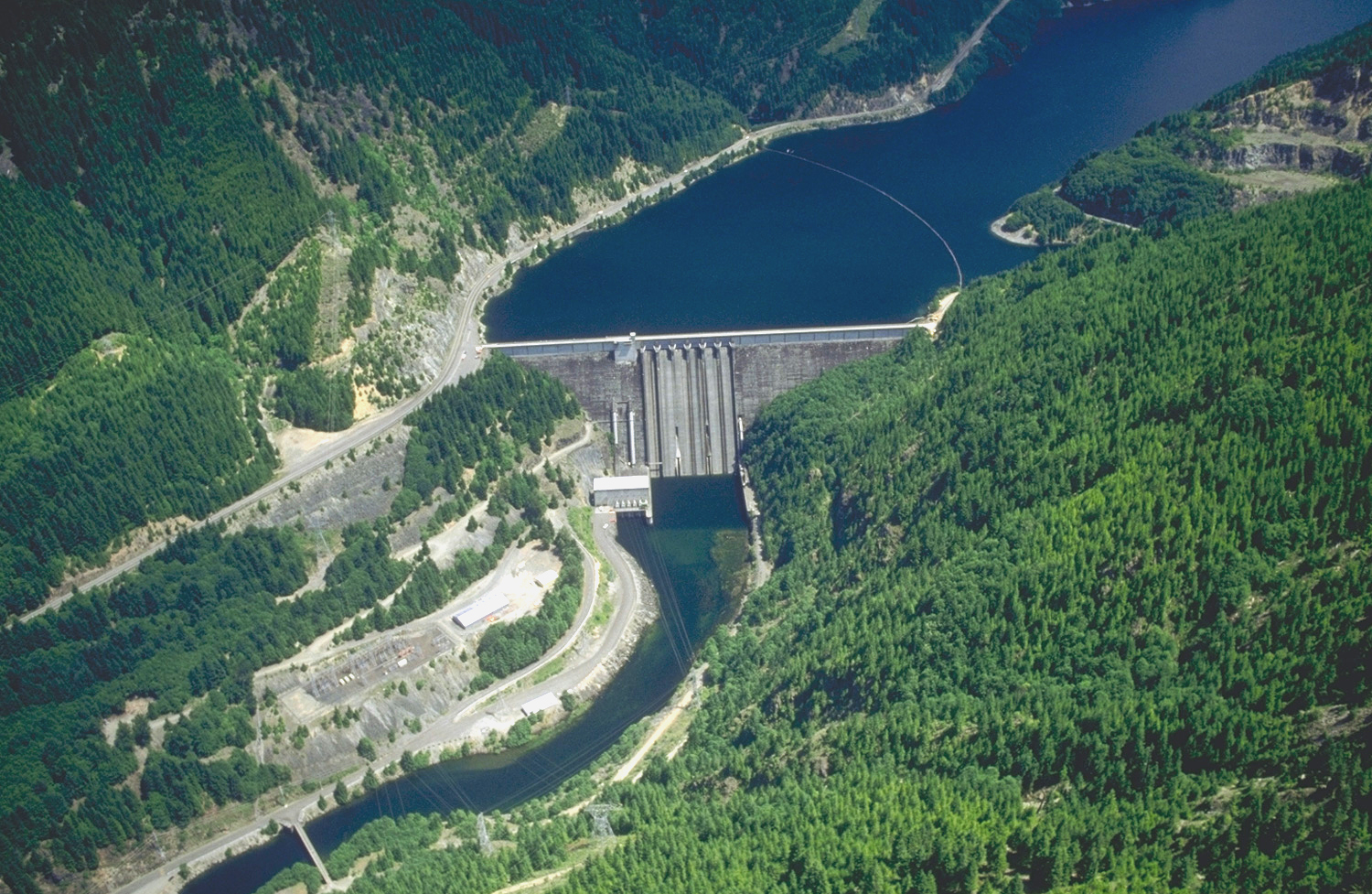
Barrage Detroit à l'origine du lac.